# The Cold Embrace of Fear
The Cold Embrace of Fear – A Dark Romantic Symphony – trzeci minialbum włoskiej grupy power/symphonic metalowej Rhapsody. Został wydany 15 września 2010 roku. Na płycie znajduje się 35-minutowy utwór podzielony na 7 aktów.

## Lista utworów
| Nr | Tytuł                                     | Czas  |
| -- | ----------------------------------------- | ----- |
| 1. | "ACT I – The Pass of Nair-Kaan"           | 2:01  |
| 2. | "ACT II – Dark Mystic Vision"             | 1:41  |
| 3. | "ACT III – The Ancient Fires Of Har-Kuun" | 14:56 |
| 4. | "ACT IV – The Betrayal"                   | 3:58  |
| 5. | "ACT V – Neve Rosso Sangue"               | 4:41  |
| 6. | "ACT VI – Erian's Lost Secrets"           | 4:28  |
| 7. | "ACT VII – The Angels' Dark Revelation"   | 3:59  |

## Muzycy
- Luca Turilli – gitara
- Fabio Lione – śpiew
- Alex Staropoli – instrumenty klawiszowe
- Patrice Guers – gitara basowa
- Alex Holzwarth – perkusja

- Dominique Leurquin – gitara podczas występów na żywo

### Goście specjalni
Narratorzy Zaczarowanych Krain:
- Król Czarodziej (The Wizard King): Christopher Lee
- Iras Algor: Toby Eddington
- Dargor: Stash Kirkbride
- Lothern: Christina Lee
- Khaas: Marcus D'Amico
- Tarish: Simon Fielding

- Gitara rytmiczna: Sascha Paeth
- Gitara akustyczna: Olaf Reitmeier
- Flet prosty: Manuel Staropoli

- Sopranowe partie solowe: Bridget Fogle
- Chór operowy: Bridget Fogle, Previn Moore
- Chór epicki: Fabio Lione, Thomas Rettke, Herbie Langhans, Simon Oberender, Robert Hunecke